# Flugplatz Al-Bateen

i7
i11
i13
Der Flugplatz Al-Bateen (arabisch مطار البطين للطيران الخاص; englisch Al Bateen Executive Airport, IATA-Code: AZI, ICAO-Code: OMAD) ist ein Flugplatz für den Geschäftsflugverkehr in Abu Dhabi in den Vereinigten Arabischen Emiraten (VAE).

## Lage
Der Flugplatz liegt im Südosten der Stadt Abu Dhabi und ist rund 12 Kilometer vom Stadtzentrum entfernt. Das Abu Dhabi Exhibition Centre (ADNEC) ist 1,5 km und das Zentrum der Stadt Dubai etwa 120 km entfernt.

## Geschichte

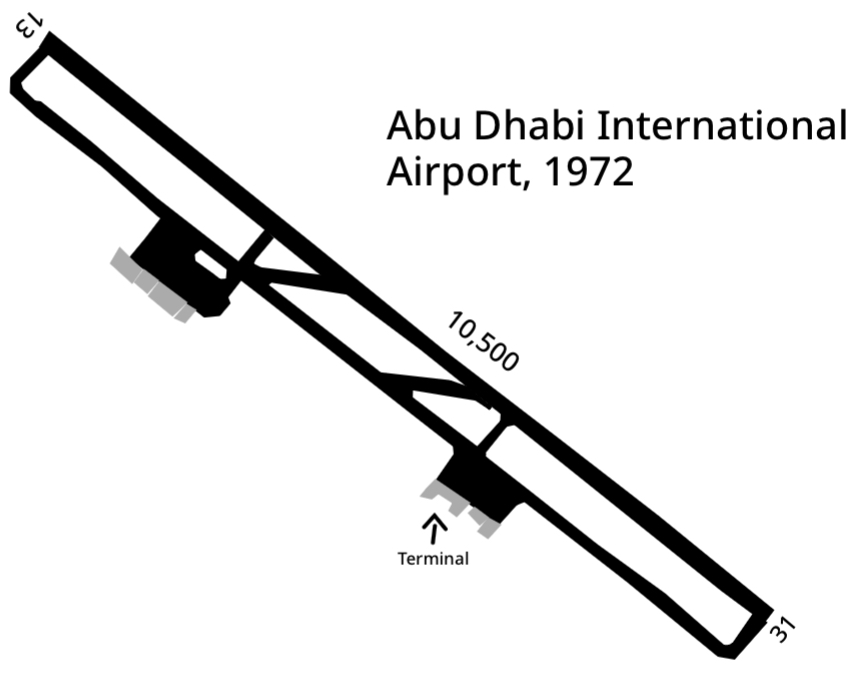
Abu Dhabi International Airport (heute Flugplatz Al-Bateen), 1972

Der Flugplatz Al-Bateen wurde in den 1960er Jahren gebaut. Als er 1969 eröffnet wurde, war er der erste internationale Flughafen des Emirats Abu Dhabi und der erste Hauptflughafen in der Hauptstadt der Vereinigten Arabischen Emirate. Als im Jahr 1982 der aktuelle internationale Flughafen Abu Dhabi 30,5 km außerhalb der Stadt eröffnet wurde, nutzte man den Flugplatz weiterhin als Militärflugplatz. Seit dem Jahr 2008 wird der Flugplatz als privater Geschäftsflugplatz von der Abu Dhabi Airports Company (ADAC) betrieben, die sich auf Privatjets mit schnellen und effizienten Durchlaufzeiten spezialisiert hat.

## Zwischenfälle
Am 21. Juli 1984 wurde der Flug MEA 149 der Middle East Airlines mit 147 Passagieren und Besatzungsmitgliedern auf dem Weg von Al-Bateen zum Flughafen Beirut (BEY/OLBA) entführt. Ein Mann betrat etwa 30 Minuten nach dem Start das Cockpit der Boeing 707-300 und bedrohte die Besatzung mit einer in Papier eingewickelten Flasche und behauptete, dass dies ein Molotowcocktail sei. Der Libanese, der kein Visum für die Vereinigten Arabischen Emirate erhalten hatte, verlangte die Rückkehr nach Abu Dhabi. Der Kapitän der Maschine konnte den Mann jedoch überzeugen, dass der Treibstoff für eine Rückkehr nach Al-Bateen nicht mehr ausreichen würde. Auf dem Flughafen in Beirut ließ der Entführer nach stundenlangen Verhandlungen alle 138 Passagiere und neun Besatzungsmitglieder körperlich unversehrt frei.